# Maison Cailler
La Maison Cailler è una delle più antiche aziende svizzere produttrici di cioccolato e la più antica ancora in attività. 
Fondata a Vevey nel 1819 da François-Louis Cailler, dal 1898 ha sede a Broc, nel distretto della Gruyère, nelle Prealpi friburghesi. Dal 1929 fa parte del gruppo Nestlé, una delle più importanti multinazionali elvetiche.

## Storia
François-Louis Cailler (Vevey, 11 giugno 1796 – Vevey, 6 aprile 1852), gestisce inizialmente un negozio di alimentari, che vende anche cioccolata, in società con Abram L. C. Cusin di Aubonne. Di ritorno da un soggiorno in Italia, dove ha incontrato anche i cioccolatai ticinesi di Torino, nel 1819 Cailler scioglie la sua società e fonda la Maison Cailler, che gestisce da solo fino al suo fallimento nel 1826. Il fallimento gli impedisce di continuare a gestire l'azienda, per cui sua moglie ne prende le redini per un breve periodo, finché Cailler non viene di nuovo legalmente autorizzato a farlo.
Tra il 1832 e il 1840 Cailler apre alcune fabbriche a Corsier-sur-Vevey e a Vevey, nelle vicinanze del canale della Monneresse. La vicinanza con questo canale gli permette di utilizzare la forza idraulica.
Nel 1852, in seguito alla morte di François-Louis, la moglie prende nuovamente le redini dell'azienda, aiutata dai figli Auguste e Alexandre. Più tardi, nel 1867, anche il genero Daniel Peter comincia a produrre cioccolato con marchio Peter-Cailler e, nel 1875, crea il cioccolato al latte.
L'attuale fabbrica situata a Broc viene aperta nel 1898, con l'avvio della produzione di cioccolato al latte a livello industriale.
Nel frattempo, in Svizzera si erano affermate altre aziende produttrici di cioccolato. In particolare, Charles Amédée Kohler aveva acquistato nel 1831 un mulino a Losanna proprio per questo scopo, e la sua azienda si fonde nel 1904 con quella creata da Daniel Peter, diventando la «Société générale de chocolats Peter & Kohler réunis», che inizia a fornire cioccolata al gruppo Nestlé nel 1905. Nel 1911, l'azienda Peter & Kohler si fonde con la Cailler: la nuova società si chiama «Peter, Cailler, Kohler Chocolats Suisses S.A.» e nel 1929 si fonde a sua volta con il gruppo Nestlé. 
Alexandre Louis Cailler crea, in seguito, la ricetta utilizzata fino al 2017, usando latte concentrato del distretto della Gruyère per ottenere cioccolato più cremoso. La Maison Cailler è in questo periodo la sola a utilizzare latte concentrato, anziché in polvere.
Nel 1937 la Maison Cailler inventa la tecnologia delle bolle d'aria per la creazione delle tavolette di cioccolata al latte Rayon, dalla consistenza leggera.
Nel 2006 il marchio viene rinominato «Cailler of Switzerland».
Nel 2017 la ricetta Cailler viene aggiornata, aggiungendo un maggiore quantitativo di latte e di cacao e riducendo la quantità di zucchero precedentemente prevista.

## Prodotti
Alcuni dei prodotti più famosi della Maison Cailler sono:
- Pralinés Cailler (dal 1890)
- Bonbons extra-fins «Fémina» (dal 1907)
- Chocmel, cioccolato al miele e mandorle tritate (dal 1920)
- Frigor (dal 1923)
- Tavolette Rayon (1937)
- Cailler dessert (1940)
- Cailler Ambassador (dal 1979)
- Sublime (2009)
- Tavolette Cailler da 200 grammi (dal 2012)

## Apertura al pubblico
La sede della Maison Cailler è stata aperta al pubblico nel 2010, divenendo una delle attrattive turistiche principali del territorio. Per il 2014, l'azienda ha dichiarato di aver ricevuto oltre 400.000 visitatori, che l'hanno resa l'attrattiva turistica più visitata della Svizzera di lingua francese. Le attività disponibili includono:
- Visite guidate interattive della durata di circa un'ora. Le visite sono disponibili in tedesco, inglese, francese, italiano, spagnolo, portoghese, arabo, russo, cinese, tailandese, coreano e giapponese, e includono una degustazione di prodotti[8].
- Attività in un laboratorio interno, l'Atelier du Chocolat, in cui i visitatori, con la guida di un maestro cioccolataio, possono preparare, confezionare e portar via cioccolatini[9].
- Escape Game ambientato, in un vagone ferroviario d'epoca, ai tempi del lancio del cioccolato Rayon (1937)[10].